# Gonomyia (Leiponeura) pulvinifera
Gonomyia (Leiponeura) pulvinifera is een tweevleugelige uit de familie steltmuggen (Limoniidae). De soort komt voor in het Oriëntaals gebied.